# Maria Knilli

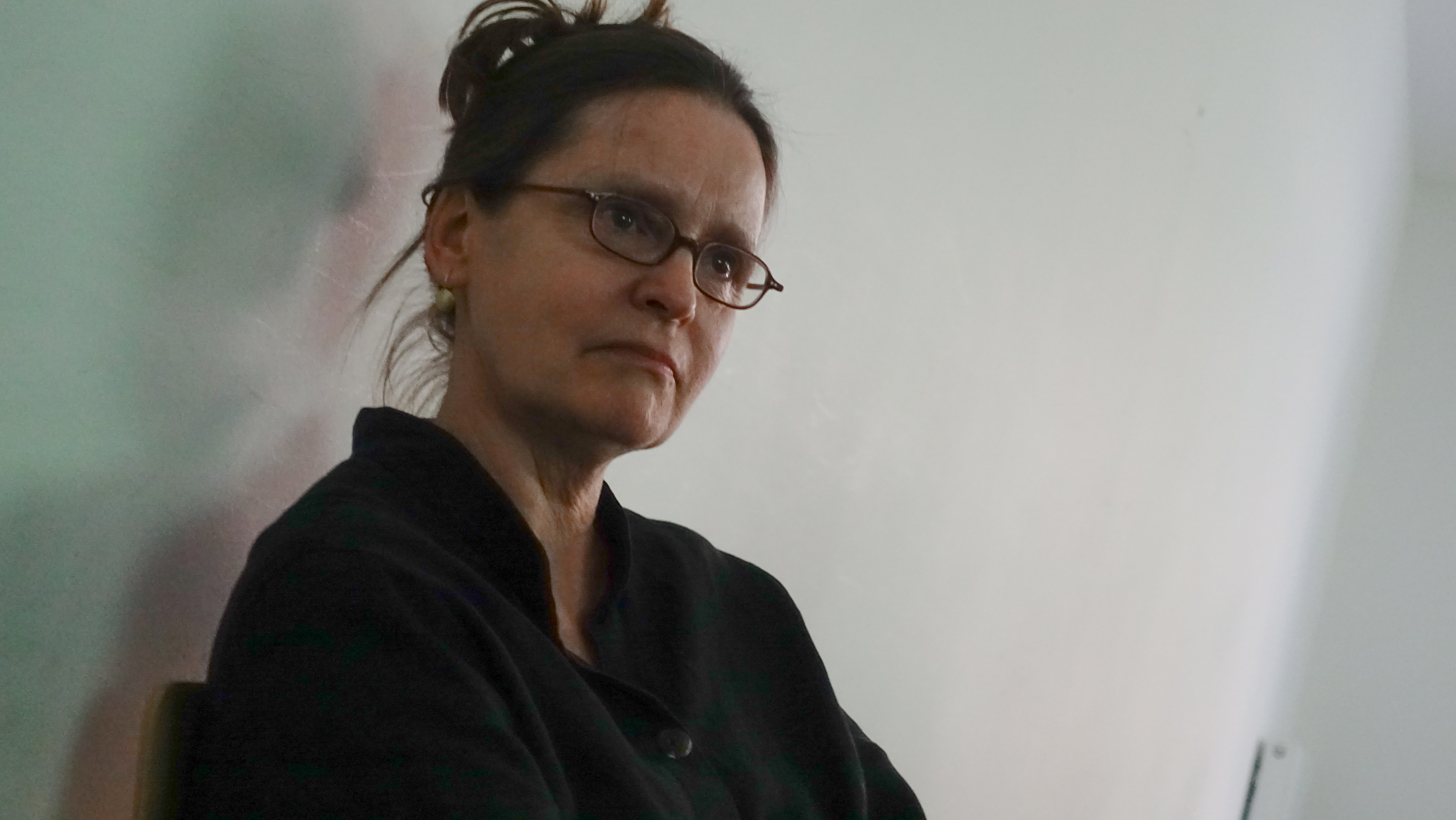
Maria Knilli (2018)

Maria Knilli (* 19. April 1959 in Graz) ist eine österreichische Autorin und Regisseurin von Kinofilmen, Fernsehspielen und Dokumentarfilmen. Sie ist auch als Produzentin, Kamerafrau und Editorin tätig. Darüber hinaus arbeitet Knilli für das Theater und den Hörfunk und ist als Hochschul-Dozentin und in der Filmbildung für Kinder und Jugendliche tätig.

## Leben und Werk
Maria Knilli ist eine Tochter der Psychotherapeutin Monika Kraker-Rülcker (1933–2015) und des Medienwissenschaftlers Friedrich Knilli (1930–2022). Sie wuchs zusammen mit ihren beiden Schwestern, der Neurologin Judith Knilli und der bildenden Künstlerin Lena Knilli, in Westberlin auf. Maria Knilli studierte an der Hochschule für Fernsehen und Film München (HFF). Seit 1980 ist sie freiberufliche Filmschaffende für Spiel- und Dokumentarfilme. Sie wurde mehrfach ausgezeichnet, so gewann sie unter anderem für den Kurz-Spielfilm Spätvorstellung (1983) und den Spielfilm Lieber Karl (1985) jeweils den Bundesfilmpreis. Darüber hinaus war Knilli als Moderatorin der TV-Sendungen Da schau her (ARD, 1983–1986) und Kino Kino (BR, 1985–1987) tätig. 1993 begann sie, auch am Theater zu inszenieren (Markgrafentheater Erlangen, Schauburg in München). Sie lehrt Drehbuch, Regie und Schnitt an der HFF München und der Filmakademie Baden-Württemberg.
Maria Knilli ist mit dem Kameramann Volker Tittel verheiratet, die beiden haben zusammen eine Tochter (* 1998) und leben in München. 2006 gründeten Maria Knilli und Volker Tittel die Tittel & Knilli Filmproduktion. Seit 2022 veröffentlicht sie die Kolumne Knilli – Filmempfehlungen für Kinder und Jugendliche in der Zeitschrift Erziehungskunst. Maria Knilli ist Mitglied der Deutschen Akademie der Darstellenden Künste und der Deutschen Filmakademie.

## Film (Auswahl)
- 1981: Fehlanzeige
- 1982: Vom Kopf zur Leinwand, Regisseur Laslo Benedek erzählt
- 1983: Spätvorstellung
- 1984: Lieber Karl
- 1988: Follow Me
- 1989: Falschmünzer der Weltgeschichte, Umberto Eco und das foucaultsche Pendel
- 1990: Tatort: Die chinesische Methode
- 1994: Verbrechen, die Geschichte machten – Tod einer Geisel
- 1997: Polizeiruf 110: Feuer!
- 1997: Prinz Friedrich von Homburg
- 2000: Cymbelin
- 2010: Konfliktbearbeitung mit Teams und Organisationen
- 2010: Guten Morgen, liebe Kinder – Die ersten drei Jahre in der Waldorfschule
- 2013: Eine Brücke in die Welt – Vierte bis sechste Klasse in der Waldorfschule
- 2017: Auf meinem Weg – Siebte und achte Klasse in der Waldorfschule
- 2019: Die Klassenlehrerzeit an der Waldorfschule – Filmmaterial für Lehre und Forschung
- 2020: Reden wir von Leben und Tod – Zwölftklässler einer Waldorfschule im Gespräch
- 2020: Nachgefragt – Rückblicke auf unsere zwölf Jahre Waldorfschule

## Theater (Auswahl)
- 1993: Fälle, Groteskes Spektakel nach Daniil Charms, Theater Garage Erlangen, AZ-Stern der Woche
- 1993: Die Reise nach Brasilien nach Daniil Charms, Markgrafentheater Erlangen
- 1996: Der die Ohrfeigen bekommt nach Leonid Andrejew, Markgrafentheater Erlangen
- 1997: Der Vater eines Mörders nach Alfred Andersch, Schauburg München, Bayerische Theatertage 1997
- 1998: Biedermann und die Brandstifter von Max Frisch, Schauburg München, Bayerische Theatertage 1998
- 2001: Mein Vater Che Guevara von Suzanne von Lohuizen, Schauburg München
- 2002: Der gewissenlose Mörder Hasse Karlsson von Henning Mankell, Schauburg München

## Radio (Auswahl)
- 2023: Das letzte gemeinsame Projekt – Maria Knilli verabschiedet sich von ihrem Vater] (von Grace Yoon), Sendung vom 15. Februar 2023[9]
- 2023: Das Schallspiel entsteht, wenn Drähte klingen – Friedrich Knilli und sein Medienbegriff[10], von Maria Knilli, SWR 2 Essay/100 Jahre Radio, Ursendung 29. Oktober 2023

## Texte (Auswahl)
- 2022: Waldorfpädagogik und Hochbegabung. Die Klassengemeinschaft als Schutzraum für Begabungsentfaltung, Interview mit der Filmemacherin Maria Knilli, Info3 Verlagsgesellschaft, Frankfurt am Main
- 2023: Radio in Mind – A Conversation with Friedrich Knilli, von Maria Knilli, Zeitschrift Interfacecritique[11]
- 2025: Radio im Kopf, Buch von Maria Knilli, Friedrich Knilli, Siegfried Zielinski, Passagen Verlag, Wien

## Auszeichnungen
- 1983: Bundesfilmpreis Kurzfilm für Spätvorstellung; Österreichischer Förderpreis für Filmkunst für Fehlanzeige und Spätvorstellung
- 1985: Bundesfilmpreis für Regie; Filmpreis der Stadt München; Sonderpreis Max Ophüls-Preis Wettbewerb; Regiepreis Festival International du Jeunesse Laval für Lieber Karl